# Маркус Таверньєр
Маркус Джозеф Таверньєр (англ. Marcus Joseph Tavernier, 22 березня 1999, Лідс, Англія) — англійський футболіст, півзахисник клубу «Борнмут».

## Ігрова кар'єра

### Клубна
Займатися футболом Маркус Таверньєр почав в клубі «Ньюкасл Юнайтед». У 2013 році він перейшов до молодіжної команди «Мідлсбро». Першу гру на професійному рівні Маркус провів 22 серпня 2017 року в турнірі Кубка ліги, де відзначився гольовою передачею. В тому ж сезоні футболіст дебютував і в матчах Чемпіоншипа. В грудні 2017 року футболіст підписав з клубом новий контракт на три з половиною роки. 
Другу половину сезону 2017/18 Таверньєр провів в оренді в клубі Першої ліги «Мілтон-Кінз Донз». За результатами сезону клуб вилетів з ліги, а сам Маркус повернувся до «Мідлсбро».
З наступного сезону Таверньєр закріпився в основі «Мідлсбро» і в січні 2020 року підписав з клубом новий контракт до 2023 року. Загалом в складі команди вінгер провів більше сотні матчів. 
1 серпня 2022 року Тавреньєр перейшов до клубу Прем'єр-ліги «Борнмут», з яким підписав контракт на п'ять років. 6 серпня у переможному матчі проти «Астон Вілли» Таверньєр дебютував в англійській Прем'єр - лізі. В червні 2023 року контракт футболіст з клубом було продовжено до 2028 року.

### Збірна
В липні 2018 року в складі збірної Англії (U-19) Маркус Таверньєр брав участь у юнацькому чемпіонаті Європи. На турнірі Маркус провів три матчі і відзначився забитим голом у ворота збірної України.

## Особисте життя
Старший брат Маркуса — Джеймс Таверньєр також професійний футболіст, капітан шотландського «Рейнджерс».